# ハッピーガーデニング
『ハッピーガーデニング』は、日本各地のラジオ局で放送されていた桑の実プロ制作の教養番組である。

## 概要
ガーデニングなどの園芸をテーマにしたミニ番組。1997年10月に放送を開始し、2007年に満10周年を迎えた長寿番組である。パーソナリティは畠山由香が務めていた。
放送形態はネット局ごとに異なり、10分間の帯番組として放送する局もあれば、週に1回の15分番組として放送する局もあった。

## 放送局
| 放送局     | 系列         | 放送日時                                                 | 備考                                               |
| ---------- | ------------ | -------------------------------------------------------- | -------------------------------------------------- |
| 東北放送   | JRN・NRN系列 | 月曜 - 金曜 11:30 - 11:40                                |                                                    |
| 山形放送   | JRN・NRN系列 | 月曜 - 金曜 11:20 - 11:25 → 土曜 5:25 - 5:30             | 2008年3月28日に一度打ち切り 2015年4月4日に放送再開 |
| 茨城放送   | NRN系列      | 日曜 11:45 - 11:50                                       |                                                    |
| 栃木放送   | NRN系列      | 土曜 8:10 - 8:25 （『どんどん土曜日』内）                |                                                    |
| 北日本放送 | JRN・NRN系列 | 日曜 6:00 - 6:10                                         | 2015年3月29日まで放送                              |
| 福井放送   | JRN・NRN系列 | 月曜・火曜・木曜・金曜 11:50 - 12:00、水曜 11:50 - 11:55 | 2015年3月27日まで放送                              |
| 信越放送   | JRN・NRN系列 | 月曜 - 金曜 6:45 - 6:50                                  |                                                    |
| 山陽放送   | JRN・NRN系列 | 土曜 8:15 - 8:19                                         |                                                    |
| 山口放送   | JRN・NRN系列 | 土曜 7:10 - 7:25 （『土曜いい朝おはようワイド』内）      |                                                    |
| 西日本放送 | JRN・NRN系列 | 月曜 - 金曜 8:00 - 8:05                                  |                                                    |
| 長崎放送   | JRN・NRN系列 | 土曜 8:45 - 8:50                                         |                                                    |
| 大分放送   | JRN・NRN系列 | 金曜 10:10 - 10:25                                       | 2014年9月26日まで放送                              |
| 宮崎放送   | JRN・NRN系列 | 日曜 7:40 - 7:45                                         |                                                    |
| 南日本放送 | JRN・NRN系列 | 土曜 9:05 - 9:10 （『二見いすずの土曜の朝は』内）        |                                                    |